# حسین رجبیان
حسین رجبیان (زادهٔ ۱۴ تیر ۱۳۶۳ در ساری) فیلمساز، نویسنده و عکاس ایرانی است که  به عنوان زندانی سیاسی چندین سال را در زندان اوین سپری کرده است.

## فعالیت هنری و تحصیلی
فعالیت هنری خود را از مدرسه تئاتر آغاز و پس از آن با ساخت و تدوین فیلم‌های کوتاه و مستند وارد عرصه سینما شد. در کارنامه هنری وی تاکنون ساخت فیلم بلند، نگارش چند فیلمنامهٔ بلند، مقالات سینمایی، نمایشنامه و پروژه‌های عکاسی هنری و فیلم ورکشاپ وجود دارد. وی همچنین به دانشگاه هنر و معماری تهران در رشته ادبیات نمایشی راه یافت ولی هرگز موفق به اتمام تحصیلاتش در این دانشگاه نشد. سپس با کسب پذیرش از دانشگاه هنرهای دراماتیک وین در رشته مطالعات سینما و تئاتر قصد ادامه تحصیل در کشور اتریش را داشت که با دستگیری و توقیف پاسپورتش توسط مأموران امنیتی ایران از ادامهٔ تحصیل در داخل و خارج از ایران منع شد.

## دستگیری و پرونده قضایی
حسین رجبیان نویسنده، عکاس و فیلمساز مستقل ایرانی در ۱۳ مهر ۱۳۹۲ پس از اتمام اولین فیلم بلندش توسط نیروهای امنیتی ایران در مقابل دفتر فیلمسازیش به همراه دو موسیقیدان دیگر دستگیر و به بند دو الف زندان اوین انتقال یافت و پس از آن متحمل بیش از دو ماه زندان انفرادی و تهدید به اعترافات تلویزیونی علیه خود شد. سپس با وثیقه ۸۰۰ میلیون تومانی در اواخر آذر ماه همان سال به صورت مشروط آزاد و در انتظار حکم دادگاه خود ماند. پرونده وی پس از دو سال در تابستان ۱۳۹۴ در شعبه ۲۸ دادگاه انقلاب به ریاست قاضی مقیسه جریان یافت تا در نهایت وی طی حکمی برای فعالیت غیرمجاز سینمایی و تبلیغ علیه نظام و توهین به مقدسات به شش سال زندان و جریمه نقدی محکوم شود. در نهایت این حکم در دادگاه تجدید تهران به سه سال زندان تعزیری و سه سال حبس تعلیقی و جریمه نقدی تغییر یافت.

## زندان و اعتصاب غذا
حسین رجبیان برای گذراندن دوران محکومیت خود به بند ۷ زندان اوین در تهران منتقل شد و پس از گذران بیش از یازده ماه از حبس خود در اعتراض به وضعیت ناعادلانه پرونده و کمبود امور درمانی و پزشکی در زندان اوین و انتقال تنبیه وار برادرش به بند ۸ زندان اوین دست به اعتصاب غذا زد. وی در دوره اول ۱۴ روز اعتصاب غذا داشت که با عفونت ریه و روانه شدنش به بیمارستان و البته میانجیگری فرستاده مخصوص دادستانی تهران جعفری دولت‌آبادی نافرجام ماند. پس از چندی وی با انتشار نامه ایی سرگشاده خطاب به مقامات قضایی ایران و همراهی هنرمندان جهان توانست با ۳۶ روز اعتصاب غذا مقامات قضایی ایران را قانع کند که با بررسی مجدد پرونده و مرخصی درمانی برای مداوای کلیه سمت چپش که دچار عفونت شدید و خونریزی ناشی از اعتصاب غذا شده بود موافقت کنند.

## انتشار فیلم برای اعتراض
حسین رجبیان در اعتراض به حکم زندانش و مصادره متریال اولین فیلم بلندش (مثلث واژگون) که منجر به سانسور و عدم پخش آن شده بود، نسخه کیفیت متوسط فیلمش را به صورت رایگان در اینترنت منتشر نمود. وی همچنین در پی سانحه پرواز شماره ۷۵۲ هواپیمایی بین‌المللی اوکراین و در اعتراضات مردمی آبان سال ۱۳۹۸ فیلم خود «تحت عنوان آفرینش بین دو سطح» را برای همراهی با مردم ایران و داغداران حادثه هواپیمای اکراین بصورت رایگان در اینترنت منتشر نمود.

## بازتاب رسانه‌اییِ حُکم زندان
دستگیری و محکومیت حسین رجبیان فیلمساز ایرانی بازتاب وسیع خبری در داخل و خارج از ایران در پی داشت و در همین راستا سعید بومدوحا رئیس بخش خاورمیانه و شمال آفریقا سازمان عفو بین‌الملل طی مصاحبه ای اختصاصی اعتراضش را به این حکم اعلام نمود. پس از آن سازمان عفو بین‌الملل با راه اندازی پتیشن و کمپین جهانی خواستار همراهی تمامی هنرمندان جهان با حسین رجبیان شد که در نهایت بیش از بیست هزار هنرمند از اقصی نقاط جهان با امضا این پتیشن به این فراخوان پیوستند که می‌توان به هنرمندانی چون جرد لتو برنده اسکار بازیگری و آی وی وی هنرمند چینی که در صفحه توییتر خود با انتشار این خبر دست زدند اشاره نمود.
البته پیش از این نهادهایی چون انجمن جهانی قلم، کمپین بین‌المللی حقوق بشر، شورای هنرمندان اروپا، انجمن آهنگسازان و شاعران اروپا و بنیاد جهانی فری میوز         به شکل همزمان بیانیه ای خطاب به حاکمان ایران منتشر کرده و خواستار آزادی وی شده بودند. از سوی دیگر می‌توان به نامه ۱۶۵ تن از اهالی داخلی و خارجی رسانه و سینما به وزیر ارشاد علی جنتی و بازتاب گزارش سالانه احمد شهید نماینده سازمان ملل در امور حقوق بشر ایران که خواستار آزادی بی قید و شرط حسین رجبیان شده بودند اشاره نمود.

## جوایز
۱_ جایزه بنیاد پژوهشی روزنامه نگاران جهان برای طغیانگری در هنر _ ۲۰۱۷
۲_ جایزه بنیاد هنرمندان مبارز جهان ۲۰۲۲